# Dolbina elegans
Dolbina elegans és una espècie de lepidòpter ditrisi de la família dels esfíngids (Sphingidae) pròpia d'Europa Oriental i Orient Mitjà.

## Característiques
L'imago és completament gris, amb diverses tonalitats que formen ones a les ales anteriors i una figura al tòrax. Normalment presenta dues generacions, l'una a l'abril i maig, i l'altra al setembre, tot i que pot haver-hi fins a tres.
L'aspecte de l'eruga es desconeix. No se sap amb certesa què menja; com altres espècies asiàtiques del gènere Dolbina, sembla probable que s'alimenti de Fraxinus.

## Distribució
Les seves poblacions s'estenen pel sud d'Ucraïna, Moldàvia, est de Romania, est i sud de Bulgària, nord de Grècia, oest i sud de Turquia, nord de Síria, Líban, Israel i nord d'Iraq i de l'Iran.